# 90 Herculis
90 Herculis, eller f Herculis, är en misstänkt variabel i Herkules stjärnbild.
Stjärnan varierar mellan visuell magnitud +5,15 och 5,18 utan någon fastställd periodicitet.